# War Eternal
War Eternal è il nono album in studio del gruppo musicale svedese Arch Enemy, pubblicato il 9 giugno 2014 dalla Century Media Records.
È il primo album ad avere Alissa White-Gluz come frontwoman e l'unico con Nick Cordle alla chitarra. La copertina è stata realizzata da Chioreanu Costin.

## Tracce
1. Tempore Nihil Sanat – 1:12
2. Never Forgive, Never Forget – 3:43
3. War Eternal – 4:16
4. As the Pages Burn – 4:01
5. No More Regrets – 4:05
6. You Will Know My Name – 4:37
7. Graveyard of Dreams – 1:10
8. Stolen Life – 2:58
9. Time Is Black – 5:23
10. On and On – 4:04
11. Avalanche – 4:38
12. Down to Nothing – 3:47
13. No Long for This World – 3:29

## Formazione
- Alissa White-Gluz – voce
- Michael Amott – chitarra
- Nick Cordle – chitarra
- Sharlee D'Angelo – basso
- Daniel Erlandsson – batteria